# Caio Clódio Crispino
Caio (Vécio?) Clódio Crispino (em latim: Gaius (Vettius?) Clodius Crispinus) foi um senador romano eleito cônsul em 113 com Lúcio Publílio Celso. O poeta Estácio dedicou um poema a "Crispino, filho de Vécio Bolano", o que permitiu que os historiadores identificassem seu pai como sendo Marco Vécio Bolano, cônsul em 66. Marco Vécio Bolano, cônsul em 111, era seu irmão.